# Karl Billquist
Karl Gottfrid Billquist, född 18 oktober 1871 i Malmö, död 27 februari 1941 i Malmö, var en svensk direktör. Han var far till skådespelaren Fritiof Billquist och svärfar till sångerskan Ulla Billquist samt farfar till skribenten Åsa Billquist-Roussel och skådespelaren Carl Billquist. 

## Biografi
Billquist var son till husaren och sedermera portvakten Ola Nilsson Billquist och Anna Lisa Jonsdotter. Efter folkskolan emigrerade han 17 år gammal till Brasilien, där han under mertiden arbetade vid ett sågverk. Efter revolutionen i Brasilien 1891 återvände han till Malmö 1893 och hade under cirka två års tid anställning vid Statens Järnvägar innan han 1896 först anställdes som vaktmästare vid Malmö Idrottsplats AB och något år senare befordrades till föreståndare. Vid VD kapten Carl Fricks bortgång 1924 utsågs Karl G. Billquist till verkställande direktör vid idrottsplatsen. När Malmö stad vid årsskiftet 1938 övertog bolagets rörelse, kvarstod han som chef, tills han på hösten 1939 avgick med pension.
Ställningen som Idrottsplatsens föreståndare förde direktör Billquist i intim kontakt med de olika föreningarna och med vaken blick för vad som fordrades, tog han 1915 initiativet till bildandet av Malmöidrottens Samorganisation, en institution, som under en följd av år var av största betydelse för malmöidrottens utveckling. Föreningen Sveriges Idrottsplatser, vars ordförande han var under många år, var också ett initiativ som bar frukt. En tredje organisation av idrottslig art var Malmö stads lekfälts- och idrottsplatskommitté, en föregångare till idrottsnämnden.
Billquist var också en av stiftarna av Malmö Esperantoförening och han under lång tid ordförande-mästare i Tempelriddareordens malmöloge.
Karl Billquist är begravd på S:t Pauli norra kyrkogård i Malmö.